# Simon Cameron

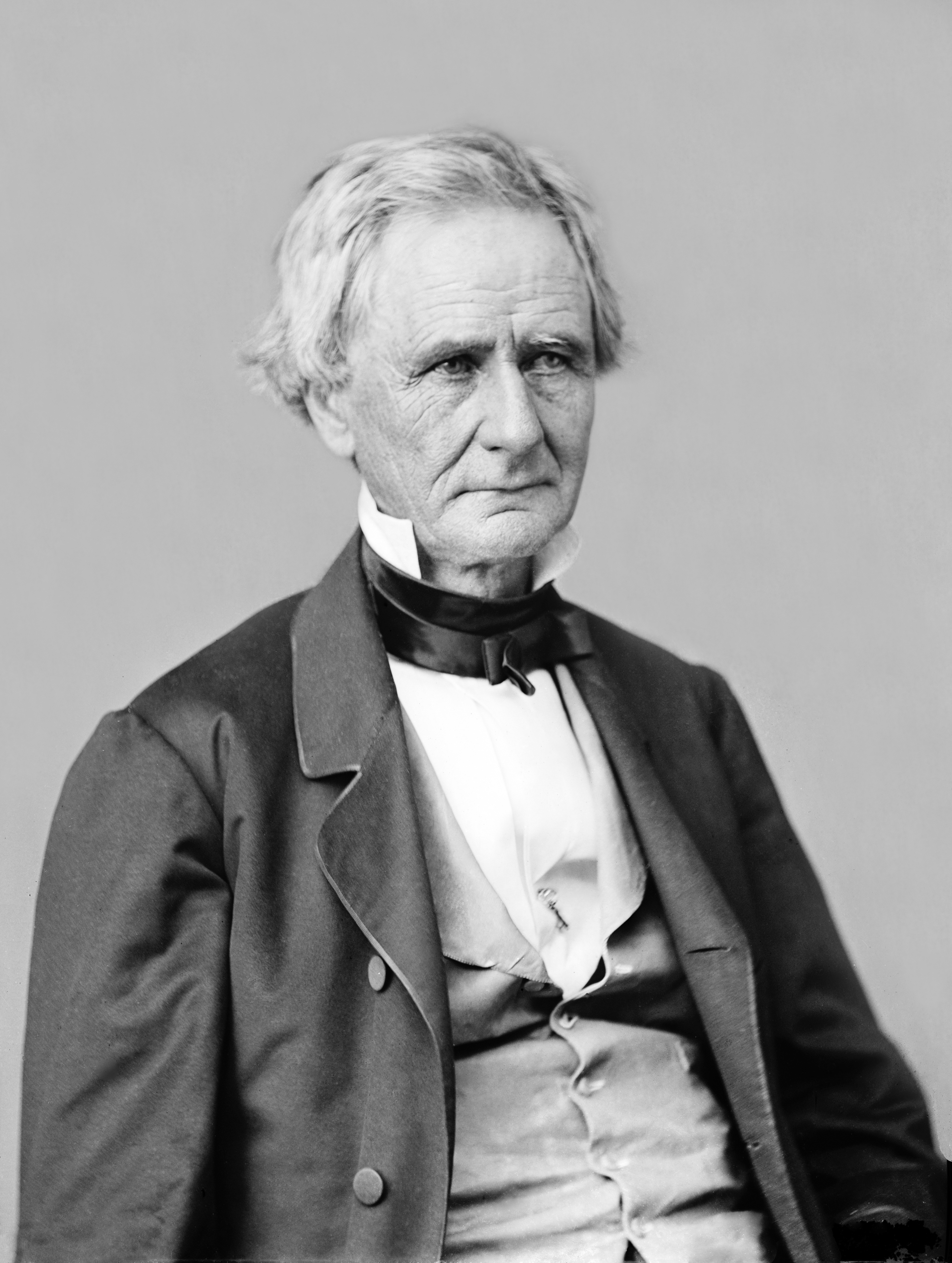
Simon Cameron

Simon Cameron (* 8. März 1799 in Maytown, Lancaster County, Pennsylvania; † 26. Juni 1889 in Donegal Springs, Pennsylvania) war ein US-amerikanischer Politiker, der Pennsylvania im Senat der Vereinigten Staaten vertrat und dem Kabinett von Präsident Abraham Lincoln als Kriegsminister angehörte.

## Familie, Ausbildung und Beruf
Simon Cameron wurde mit neun Jahren Waise. Ab 1816 war er als Helfer in einer Buchdruckerei in Harrisburg beschäftigt, 1821 arbeitete er als Redakteur der Zeitung Bucks County Messenger. Ein Jahr später zog er nach Washington, ließ sich weiterbilden und arbeitete für die Druckerei Gales and Seaton. Zurückgekehrt nach Harrisburg, war Cameron zunächst Mitglied der Whig Party und schloss sich später der Demokratischen Partei an.
Im Jahr 1822 heiratete Cameron Margaret Brua, die Tochter eines Zimmermanns und lokalen Privatunternehmers. Aus dieser Ehe gingen zehn Kinder hervor, von denen sechs das Erwachsenenalter erreichten. Sein Sohn J. Donald Cameron, der ihm 1877 als Mitglied des Senats folgte, wurde ebenfalls Kriegsminister.
1826 bekam Cameron den Posten eines Generaladjutanten in West Point. Er widmete sich nun mit großem Eifer dem Studium des Bank- und Eisenbahnwesens und plante mehrere Eisenbahnlinien, die später von der Northern Central Railroad verwirklicht wurden. 1832 gründete er die Bank of Middletown und war auch in anderen Geschäften involviert.
Um die Mitte der 1830er Jahre strebte er nach einem Dienstposten in der unter Präsident Andrew Jackson virulenten Ämterpatronage. Dazu empfahlen ihn Mittelsmänner wie James Buchanan und andere Demokraten aus Pennsylvania als geeigneten Mann, so dass Jackson ihn als möglichen Kandidaten für das Amt des Gouverneurs vom Michigan-Territorium in Betracht zog, sich aber am Ende gegen ihn entschied. Zu seiner Enttäuschung berücksichtigte ihn auch Jacksons Nachfolger Martin Van Buren für kein Amt in seinem spoils system. Als im November 1837 die Vereinigten Staaten mit den Winnebago-Indianern einen Vertrag abschlossen, der ihnen für die Abtretung von Land westlich des Mississippi individuelle Geldzahlungen zusagte und ihre Schuldverpflichtungen bei lokalen Händlern übernahm, bot sich Cameron als staatlicher Geschäftsbevollmächtigter an. Schließlich ernannte ihn Kriegsminister Joel Roberts Poinsett zu einem von zwei Bevollmächtigten und betraute ihn damit, in Prairie du Chien die Entschädigungsansprüche der im Territorium der Winnebago tätigen Händler sowie diejenigen von Halbindianer zu prüfen. Cameron, der seine Familie im August 1838 mit nach Wisconsin nahm, hielt unterwegs Ausschau nach möglichen Objekten für Bodenspekulationen, was später neben der Tatsache, dass er mit dem Anwalt der Halbindianer schon länger persönlich bekannt war, als Beweis für seinen Amtsmissbrauch angeführt wurde.
In Prairie du Chien stießen Cameron und sein Kollege als Fremde und ohne jegliches kulturelles Hintergrundwissen ausgestattet, auf erhebliche Schwierigkeiten bei der Prüfung der Ansprüche. Schließlich bezahlten sie für jeden reklamierten US-Dollar Handelsschuld 39 Cent aus. Die Entschädigung der Halbindianer betreffend, wurden diese von weißen Anwälten vertreten und versuchten, die Kommission von ihrer Abstammung von den Winnebago zu überzeugen. Sehr wahrscheinlich nutzten die Rechtsvertreter die fehlende Vertrautheit ihrer Mandaten mit Rechtsfällen aus und brachten sie um ihr Geld. Aufgrund der in diese Richtung gehenden Verdachtsmomente, Gerüchte sprachen unter anderem davon, dass Cameron die Indianer über die als Strohmänner fungierden Anwälte um 100.000 Dollar geprellt habe, sprach sich Thomas Hartley Crawford, der Leiter des Bureau of Indian Affairs, Anfang 1839 bei Poinsett mit Erfolg für einen Stopp der Auszahlungen an die Halbindianer aus. Der Kriegsminister berief Cameron und Murray zudem ab. Obwohl der Kongress bei einer entsprechenden Untersuchung im März 1839 keine Hinweise auf ein Vergehen Camerons fand, bestätigte er die Ablösung der beiden Geschäftsbevollmächtigten in Prairie du Chien. Ebenso wenig fand das House Committee on Indian Affairs („Kongressausschuss für indianische Angelegenheiten“) im folgenden Jahr irgendwelche belastbaren Beweise gegen Cameron, der für seine Handlungen als Geschäftsbevollmächtigter niemals rechtlich belangt wurde. Dennoch hatte er seit dieser Zeit seinen Spottnamen „Great Winnebago Chief“ („Großer Winnebago-Häuptling“) und sah seinen politischen Ruf stark beschädigt.

## Politische Laufbahn
Ab 1845 vertrat Cameron den Staat Pennsylvania im US-Senat in Washington und wurde einer der führenden Köpfe der Demokratischen Partei. 1855 wechselte er zu den Republikanern über und wurde von der State Legislature 1857 erneut in den Bundessenat gewählt. Bald galt er als möglicher Präsidentschaftskandidat der Partei, schied aber 1860 auf der Republican National Convention in Chicago früh aus; schließlich gewann Abraham Lincoln.
Nach Lincolns Regierungsantritt und dem Beginn des Bürgerkrieges 1861 wurde er vom Präsidenten als Kriegsminister in sein Kabinett berufen. In der Ersten Schlacht am Bull Run im Juli 1861 fiel sein Bruder, der ein New Yorker Infanterieregiment führte. Er musste aber Anfang des Jahres 1862 zurücktreten, da die Mehrheit des Kongresses mit seiner Emanzipations-Proklamation zur Befreiung der Sklaven nicht einverstanden war. Schon davor hatte seine Amtsführung durch fehlende Versorgung der Truppen und Vergabe von Armeeaufträgen an seine Freunde Kritik auf sich gezogen. Durch seine schroff republikanische Gesinnung und seine Begünstigung der immer mehr um sich greifenden Korruption in der Partei, wegen welcher der Kongress einen Tadel gegen ihn aussprach, machte er sich für andere Regierungsämter unmöglich. Thaddeus Stevens soll einmal über ihn bemerkt haben, als Präsident Lincoln ihn fragte, ob er wirklich glaube, dass Cameron stehle: „Ich glaube, er würde keinen glühend heißen Ofen stehlen“. Unmittelbar nach seinem Rücktritt wurde er zum US-Botschafter in Russland ernannt; diesen Posten hatte er bis zum 18. September desselben Jahres inne.
Später saß er wieder im US-Senat und war dort von 1871 bis 1877 Vorsitzender des einflussreichen Ausschusses für Außenpolitik. Cameron schloss sich Ulysses S. Grant an, unterstützte dessen zweimalige Wahl zum Präsidenten (1868 und 1872) und betrieb auch 1880 dessen dritte Kandidatur, diesmal jedoch erfolglos.
Im März 1877 trat Cameron als Senator zurück, nachdem er sichergestellt hatte, dass sein Sohn James Donald Cameron zu seinem Nachfolger gewählt wurde. Nach seinem Rückzug aus der aktiven Politik lebte er zuletzt zurückgezogen auf seiner Farm in Donegal Springs, wo er 1889 starb.

## Würdigung
Nach Simon Cameron wurden mehrere Orte in den USA benannt:
- Cameron County, Pennsylvania
- Cameron Parish, Louisiana (mit dem Verwaltungssitz Cameron)

## Belege
1. ↑  Paul Kahan: Amiable Scoundrel. Simon Cameron, Lincoln’s Scandalous Secretary of War. 2016, S. 14.
2. ↑  Paul Kahan: Amiable Scoundrel. Simon Cameron, Lincoln’s Scandalous Secretary of War. 2016, S. 29–40.
3. ↑  Stephen W. Sears: Lincoln’s Lieutenants: The High Command of the Army of the Potomac. Houghton Mifflin Harcourt, Boston/New York 2017, ISBN 978-0-618-42825-0, S. 72.
4. ↑  Andrew Glass: Senate votes to seat Pennsylvania’s Simon Cameron, March 13, 1857. In: Politico, 12. März 2016.

| Personendaten    | Personendaten                 |
| ---------------- | ----------------------------- |
| NAME             | Cameron, Simon                |
| KURZBESCHREIBUNG | US-amerikanischer Politiker   |
| GEBURTSDATUM     | 8. März 1799                  |
| GEBURTSORT       | Maytown, Pennsylvania         |
| STERBEDATUM      | 26. Juni 1889                 |
| STERBEORT        | Donegal Springs, Pennsylvania |